# 正在盛开的花儿啊
《正在盛开的花儿啊》（今、咲き誇る花たちよ）是可苦可乐的第24张CD单曲。于2014年2月19日由Warner Music Japan发售。

## 解説
时隔前作《一首来自两颗心的歌/钻石》七个月后发售。因为是廉价版CD单曲（日国含税价555日圆），不设有B面曲。
这首歌在第64回NHK紅白歌合战中被演唱。

## 收錄曲
作詞・作曲：小淵健太郎　編曲：可苦可乐
1. 正在盛开的花儿们（今、咲き誇る花たちよ）
NHK2014年冬季奥林匹克运动会・残奥会主题曲
2. 正在盛开的花儿们（今、咲き誇る花たちよ） （Instrumental）

## 外部連結
- 正在盛开的花儿们 （页面存档备份，存于）